# Rhinopristiformes
Ordre
Les Rhinopristiformes sont un ordre de raies, poissons cartilagineux apparentés aux requins, contenant des raies pelliculaires et des groupes apparentés,,,. 

## Familles
- Glaucostegidae
- Pristidae
- Rhinidae
- Rhinobatidae
- Trygonorrhinidae

## Caractéristiques[5]
Les espèces de l'ordre des Rhinopristiformes présentent généralement une croissance lente, une maturité tardive et une faible fécondité. Seules ou en combinaison, ces caractéristiques font que les poissons de ce groupe sont susceptibles de disparaître.